# Чичерале
Чичерале је насеље у Италији у округу Салерно, региону Кампанија.
Према процени из 2011. у насељу је живело 704 становника. Насеље се налази на надморској висини од 492 м.

## Становништво
Према резултатима пописа становништва 2011. у општини је живело 1.233 становника.
| 1951. | 1961. | 1971. | 1981. | 1991. | 2001. | 2011. |
| ----- | ----- | ----- | ----- | ----- | ----- | ----- |
| 2.585 | 2.322 | 1.823 | 1.703 | 1.567 | 1.351 | 1.233 |